# Golden State Warriors 2000-2001
La stagione 2000-01 dei Golden State Warriors fu la 52ª nella NBA per la franchigia.
I Golden State Warriors arrivarono settimi nella Pacific Division della Western Conference con un record di 17-65, non qualificandosi per i play-off.

## Risultati
| Squadra                | V  | P  | %    | GB |
| ---------------------- | -- | -- | ---- | -- |
| Los Angeles Lakers     | 56 | 26 | 68,3 | -  |
| Sacramento Kings       | 55 | 27 | 67,1 | 1  |
| Phoenix Suns           | 51 | 31 | 62,2 | 5  |
| Portland Trail Blazers | 50 | 32 | 61,0 | 6  |
| Seattle SuperSonics    | 44 | 38 | 53,7 | 12 |
| Los Angeles Clippers   | 31 | 51 | 37,8 | 25 |
| Golden State Warriors  | 17 | 65 | 20,7 | 39 |

## Roster
| N° | Naz.                   | Ruolo | Sportivo          | Anno | Alt. | Peso \|\| |
| -- | ---------------------- | ----- | ----------------- | ---- | ---- | --------- |
| 2  | Stati Uniti (bandiera) | G     | Chris Garner      | 1975 | 178  | 71        |
| 2  | Stati Uniti (bandiera) | G     | Randy Livingston  | 1975 | 193  | 95        |
| 3  | Stati Uniti (bandiera) | G     | Bob Sura          | 1973 | 196  | 91        |
| 4  | Stati Uniti (bandiera) | A     | Chris Porter      | 1978 | 201  | 99        |
| 5  | Stati Uniti (bandiera) | G     | Vonteego Cummings | 1976 | 191  | 84        |
| 10 | Stati Uniti (bandiera) | G     | Mookie Blaylock   | 1967 | 183  | 82        |
| 15 | Stati Uniti (bandiera) | G     | Vinny Del Negro   | 1966 | 193  | 84        |
| 17 | Stati Uniti (bandiera) | GA    | Chris Mullin      | 1963 | 198  | 91        |
| 20 | Stati Uniti (bandiera) | G     | Larry Hughes      | 1979 | 196  | 83        |
| 21 | Stati Uniti (bandiera) | A     | Danny Fortson     | 1976 | 201  | 118       |
| 22 | Panama (bandiera)      | A     | Rubén Garcés      | 1973 | 206  | 111       |
| 23 | Stati Uniti (bandiera) | G     | Paul McPherson    | 1978 | 193  | 95        |
| 25 | Stati Uniti (bandiera) | C     | Erick Dampier     | 1975 | 211  | 120       |
| 30 | Stati Uniti (bandiera) | A     | Bill Curley       | 1972 | 206  | 100       |
| 31 | Stati Uniti (bandiera) | C     | Adonal Foyle      | 1975 | 208  | 113       |
| 32 | Stati Uniti (bandiera) | A     | Adam Keefe        | 1970 | 206  | 104       |
| 33 | Stati Uniti (bandiera) | A     | Antawn Jamison    | 1976 | 208  | 113       |
| 34 | Stati Uniti (bandiera) | A     | Chris Mills       | 1970 | 198  | 98        |
| 40 | Stati Uniti (bandiera) | A     | Corie Blount      | 1969 | 206  | 109       |
| 40 | Stati Uniti (bandiera) | C     | John Coker        | 1971 | 213  | 115       |
| 44 | Stati Uniti (bandiera) | C     | Marc Jackson      | 1975 | 208  | 122       |
| 52 | Stati Uniti (bandiera) | A     | Chucky Brown      | 1968 | 201  | 97        |

## Staff tecnico
- Allenatore: Dave Cowens
- Vice-allenatori: Clifford Ray, Brian Winters, Phil Hubbard, Mark Osowski
- Preparatore atletico: Tom Abdenour
- Preparatore fisico: Mark Grabow